# Ultima Online: The Second Age
 (mars 2020).
Si vous disposez d'ouvrages ou d'articles de référence ou si vous connaissez des sites web de qualité traitant du thème abordé ici, merci de compléter l'article en donnant les références utiles à sa vérifiabilité et en les liant à la section « Notes et références ».
Ultima Online: The Second Age (Le Deuxième Âge en français) est la première extension du MMORPG Ultima Online développée par Origin Systems et publiée par EA Games le 31 octobre 1998. Cette extension comporte quelques ajouts tels qu'une région nommée The Lost Lands (appelée aussi T2A) et de nouveaux monstres.